# Johannes Axuch
Johannes Axuch (mittelgriechisch Ἰωάννης Ἀξοῦχος; * um 1087 in Nikaia?; † um 1150) war der ranghöchste byzantinische General unter den Kaisern Johannes II. und Manuel I.

## Leben
Johannes, ein Angehöriger der seldschukischen Familie Axuch, war zu Beginn des Ersten Kreuzzugs bei der Belagerung von Nikaia 1097 als Kind in byzantinische Gefangenschaft geraten. Der Knabe wuchs am Hof von Kaiser Alexios I. als Gefährte des jungen Kronprinzen Johannes auf. Als dieser 1118 den Thron in Konstantinopel bestieg, verlieh er Axuch den Titel Sebastos und ernannte ihn zum Megas Domestikos, d. h. zum Oberkommandierenden der byzantinischen Armee. Axuch war die einzige Person, die das uneingeschränkte Vertrauen des neuen Kaisers genoss. Nach der gescheiterten Verschwörung der Anna Komnena, die ihren Ehemann Nikephoros Bryennios auf den Thron bringen wollte, schlug er das Angebot des Kaisers aus, deren konfisziertes Eigentum zu übernehmen.
Johannes Axuch unterstützte die offensive Außenpolitik Johannes’ II. auf der Balkanhalbinsel, in Kleinasien und Syrien. Bei der Rückeroberung von Laodikeia am Lykos 1119 befehligte er die Belagerungstruppen bis zum Eintreffen des Kaisers, der so einen raschen Sieg über die Rum-Seldschuken erzielen konnte. Während des Feldzugs gegen die Petschenegen 1122 wurde er in der Schlacht bei Beroia verwundet, ein weiteres Mal in den Kämpfen 1137 bis 1138 in Kilikien und Nordsyrien.
Als Johannes II. am 8. April 1143 nach einem Jagdunfall im Taurusgebirge starb, eilte Johannes Axuch nach Konstantinopel zurück, um dem designierten Thronfolger Manuel die Herrschaft zu sichern. Er ließ – gegen seine persönliche Überzeugung – dessen älteren Bruder Isaak und ihren gleichnamigen Onkel als potenzielle Prätendenten bis zu Manuels Inthronisierung im Pantokrator-Kloster festsetzen und auch den Kaisar Johannes Roger Dalassenos, der sich ebenfalls mit Usurpationsabsichten trug, in Gewahrsam nehmen. Noch unter dem Eindruck dieser Thronwirren erweiterte Axuch die Krönungszeremonie in der Hagia Sophia um einen vom Gefolge zu leistenden Treueid – eine Praxis, die bis zum Untergang des Reiches beibehalten wurde.
Manuel I. bestätigte Johannes Axuch in der machtvollen Stellung des Megas Domestikos, die ihn angesichts der Unerfahrenheit des jungen Kaisers zum virtuellen Regenten des Byzantinischen Reiches machte, zumal ihm das Recht eingeräumt war, den kaiserlichen Siegelring zu führen. Als es bei einer Zusammenkunft der Komnenen-Familie 1146 in Metabole in Bithynien zu einem blutigen Streit zwischen dem jüngeren Isaak Komnenos und dessen Cousin Andronikos kam, ergriff Axuch Partei für den Ersteren – sehr zum Unwillen Manuels, der ihm daraufhin das kaiserliche Siegel (und damit die Regentenposition) entzog. 
Als Oberbefehlshaber einer Militärexpedition vertrieb Axuch 1149 die Normannen von der Insel Korfu, scheiterte aber schon im Ansatz mit einem Gegenangriff auf Ancona. Nicht lange danach, spätestens 1151, muss er gestorben sein. Er hinterließ den Sohn Alexios Axuch, der mit Maria, der Tochter des 1142 verstorbenen Mitkaisers Alexios, verheiratet war, sowie die Töchter Irene und Eudokia.